# Helina jilinensis
Helina jilinensis este o specie de muște din genul Helina, familia Muscidae, descrisă de Xue în anul 2002.
Este endemică în Jilin. Conform Catalogue of Life specia Helina jilinensis nu are subspecii cunoscute.